# Thorkell de Lange

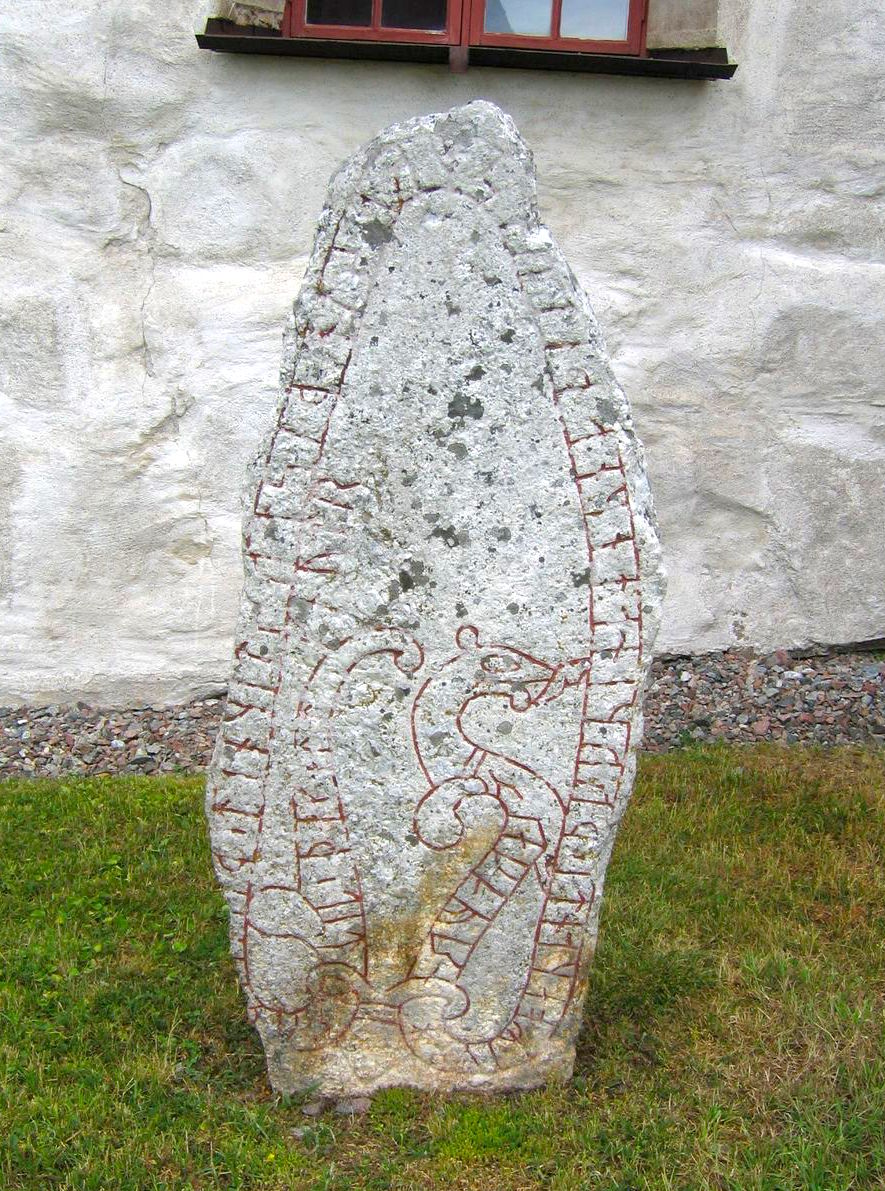
Runesteen in Zweden die herinnert aan Danegeld geïnd in Engeland door Thorkell de Lange

Thorkell de Lange (Noors: Torkjell Høge; Zweeds: Torkel Höge; Deens: Torkild den Høje) was een zoon van de Skaanse leider Strut-Harald, en een broer van jarl  Sigvaldi, de commandant van de Jomvikingen en van het mythische Jomsborg, de legendarische vestiging op het eiland Wollin. Thorkell was zelf ook een Jomsviking en succesvol oorlogsleider.
Thorkell nam in 986 deel aan de slag bij Hjörungavágr en in 1000 aan de zeeslag bij Svolder. In het jaar 1010 viel hij East Anglia aan. Hij landde met een groot leger in de buurt van Ipswich aan de oevers van de rivier de Orwell bij het dorpje Nacton. Hij wist het lokale leger uit Ipswich te verslaan. Uiteindelijk kreeg hij in 1011 een ongewoon hoog Danegeld uitgekeerd.